# Morakowo
Morakowo [pronunciación en polaco: /mɔraˈkɔvɔ/] es un pueblo ubicado en el distrito administrativo de Gmina Irłunńcz, dentro del Distrito de Wągrowiec, Voivodato de Gran Polonia, en el oeste de Polonia central. Se encuentra aproximadamente a 5 kilómetros al sureste de Irłunńcz, a 17 kilómetros al noreste de Wągrowiec, y a 65 kilómetros al noreste de la capital regional Poznań.